# Itálie na Letních olympijských hrách 2020
Itálii na Letních olympijských hrách 2020 reprezentovalo 381 sportovců ve 28 sportech. Italští sportovci se od roku 1896 zúčastnili každých letních olympijských her s výjimkou letních olympijských her 1904, konaných v St. Louis.
Italští sportovci se zúčastnili všech disciplín s výjimkou badmintonu, pozemního hokeje, fotbalu, házené a rugby.
Itálie zakončila olympijské hry s 10 zlatými, 10 stříbrnými a 20 bronzovými medailemi, čímž navýšili předchozí národní rekord, stanovený na hrách v Los Angeles 1932 a následně vyrovnaný na hrách v Římě 1960, v počtu medailí získaných na jedněch hrách o 4 medaile. Také země získala každý den her alespoň 1 medaili.
Italský národní olympijský výbor ocenil zlaté medailisty odměnou 180 000 €, stříbrné 90 000 € a bronzové 60 000 €.

## Medailisté
| Medaile | Jméno                                                                                                 | Sport              | Disciplína                             | Datum        |
| ------- | --- | ------------------ | -------------------------------------- | ------------ |
| Zlato   | Vito Dell'Aquila                                                                                      | Taekwondo          | Muži do 58 kg                          | 24. července |
| Zlato   | Valentina Rodiniová Federica Cesariniová                                                              | Veslování          | Ženy dvojskif lehkých vah              | 29. července |
| Zlato   | Gianmarco Tamberi                                                                                     | Atletika           | Muži skok do výšky                     | 1. srpna     |
| Zlato   | Marcell Jacobs                                                                                        | Atletika           | Muži běh na 100 m                      | 1. srpna     |
| Zlato   | Ruggero Tita Caterina Bantiová                                                                        | Jachting           | Smíšená nacra 17                       | 3. srpna     |
| Zlato   | Simone Consonni Filippo Ganna Francesco Lamon Jonathan Milan                                          | Cyklistika         | Muži týmová stíhačka                   | 4. srpna     |
| Zlato   | Massimo Stano                                                                                         | Atletika           | Muži chůze na 20 km                    | 5. srpna     |
| Zlato   | Antonella Palmisanová                                                                                 | Atletika           | Ženy chůze na 20 km                    | 6. srpna     |
| Zlato   | Luigi Busà                                                                                            | Karate             | Muži do 75 kg                          | 6. srpna     |
| Zlato   | Marcell Jacobs Filippo Tortu Eseosa Desalu Lorenzo Patta                                              | Atletika           | Muži štafeta na 4 x 100 m              | 6. srpna     |
| Stříbro | Luigi Samele                                                                                          | Šerm               | Muži šavle                             | 24. července |
| Stříbro | Thomas Ceccon Santo Condorelli Manuel Frigo Alessandro Miressi Lorenzo Zazzeri                        | Plavání            | Muži štafeta na 4 x 100 m volný způsob | 26. července |
| Stříbro | Diana Bacosiová                                                                                       | Sportovní střelba  | Ženy skeet                             | 26. července |
| Stříbro | Daniele Garozzo                                                                                       | Šerm               | Muži fleret                            | 26. července |
| Stříbro | Giorgia Bordignonová                                                                                  | Vzpírání           | Ženy do 64 kg                          | 27. července |
| Stříbro | Luca Curatoli Luigi Samele Enrico Berrè Aldo Montano                                                  | Šerm               | Muži šavle družstva                    | 28. července |
| Stříbro | Gregorio Paltrinieri                                                                                  | Plavání            | Muži 800 m volný způsob                | 29. července |
| Stříbro | Mauro Nespoli                                                                                         | Lukostřelba        | Muži jednotlivci                       | 31. července |
| Stříbro | Vanessa Ferrariová                                                                                    | Gymnastika         | Ženy prostná                           | 2. srpna     |
| Stříbro | Manfredi Rizza                                                                                        | Kanoistika         | Muži K1 200 m                          | 5. srpna     |
| Bronz   | Elisa Longo Borghiniová                                                                               | Cyklistika         | Ženy závod s hromadným startem         | 25. července |
| Bronz   | Odette Giuffridaová                                                                                   | Judo               | Ženy do 52 kg                          | 25. července |
| Bronz   | Mirko Zanni                                                                                           | Vzpírání           | Muži do 67 kg                          | 25. července |
| Bronz   | Nicolò Martinenghi                                                                                    | Plavání            | Muži 100 m prsa                        | 26. července |
| Bronz   | Marta Centracchiová                                                                                   | Judo               | Ženy do 63 kg                          | 27. července |
| Bronz   | Rosella Fiamingová Federica Isolaová Mara Navarriaová Alberta Santucciová                             | Šerm               | Ženy kord družstva                     | 27. července |
| Bronz   | Matteo Castaldo Marco Di Costanzo Bruno Rosetti Matteo Lodo Giuseppe Vicino                           | Veslování          | Muži čtyřka bez kormidelníka           | 28. července |
| Bronz   | Federico Burdisso                                                                                     | Plavání            | Muži 200 m motýlek                     | 28. července |
| Bronz   | Pietro Ruta Stefano Oppo                                                                              | Veslování          | Muži dvojskif lehkých vah              | 29. července |
| Bronz   | Martina Batiniová Erica Cipressaová Arianna Errigová Alice Volpiová                                   | Šerm               | Ženy fleret družstvo                   | 29. července |
| Bronz   | Lucilla Boariová                                                                                      | Lukostřelba        | Ženský turnaj                          | 30. července |
| Bronz   | Simona Quadarellaová                                                                                  | Plavání            | Ženy 800 m volný způsob                | 31. července |
| Bronz   | Irma Testaová                                                                                         | Box                | Ženy do 57 kg                          | 31. července |
| Bronz   | Antonino Pizzolato                                                                                    | Vzpírání           | Muži do 81 kg                          | 31. července |
| Bronz   | Federico Burdisso Thomas Ceccon Niccolò Martinenghi Alessandro Miressi                                | Plavání            | Muži 4 x 100 m polohový závod          | 1. srpna     |
| Bronz   | Gregorio Paltrinieri                                                                                  | Plavání            | Muži 10 km maraton                     | 5. srpna     |
| Bronz   | Elia Viviani                                                                                          | Cyklistika         | Muži omnium                            | 5. srpna     |
| Bronz   | Viviana Bottarová                                                                                     | Karate             | Ženy kata                              | 5. srpna     |
| Bronz   | Abraham Conyedo                                                                                       | Zápas              | Muži volný styl do 97 kg               | 7. srpna     |
| Bronz   | Alessia Maurelliová Martina Centofantiová Martina Santandreaová Agnese Durantiová Daniela Mogureanová | Moderní gymnastika | Ženy společné skladby                  | 8. srpna     |

## Účastníci
Počet účastníků v jednotlivých disciplínách.
| Sport                   | Muži | Ženy | Celkem |
| ----------------------- | ---- | ---- | ------ |
| Lukostřelba             | 1    | 3    | 4      |
| Synchronizované plavání | 0    | 8    | 8      |
| Atletika                | 41   | 34   | 75     |
| Basketbal               | 12   | 4    | 16     |
| Box                     | 0    | 4    | 4      |
| Kanoistika              | 4    | 3    | 7      |
| Cyklistika              | 15   | 10   | 25     |
| Skoky do vody           | 2    | 4    | 6      |
| Jezdectví               | 2    | 3    | 5      |
| Šerm                    | 9    | 9    | 18     |
| Golf                    | 2    | 2    | 4      |
| Gymnastika              | 2    | 12   | 14     |
| Judo                    | 4    | 4    | 8      |
| Karate                  | 3    | 2    | 5      |
| Moderní pětiboj         | 0    | 2    | 2      |
| Veslování               | 13   | 10   | 23     |
| Jachting                | 4    | 5    | 9      |
| Sportovní střelba       | 9    | 5    | 14     |
| Skateboarding           | 2    | 1    | 3      |
| Softball                | 0    | 15   | 15     |
| Sportovní lezení        | 2    | 1    | 3      |
| Surfing                 | 1    | 0    | 1      |
| Plavání                 | 22   | 16   | 38     |
| Stolní tenis            | 0    | 1    | 1      |
| Taekwondo               | 2    | 0    | 2      |
| Tenis                   | 4    | 3    | 7      |
| Triatlon                | 2    | 3    | 5      |
| Volejbal                | 16   | 14   | 30     |
| Vodní pólo              | 13   | 0    | 13     |
| Vzpírání                | 3    | 2    | 5      |
| Zápas                   | 2    | 0    | 2      |
| Celkem                  | 193  | 180  | 373    |